# La musicalité
La Musicalité és un grup de música pop i pop rock de Mallorca en llengua castellana. Es va fundar l'any 1999.

## Història
La seva trajectòria en el món de la música començà l'any 1999. Aquest any, Jaime i Óscar es presentaren al concurs "Pop-rock de les Illes Balears" amb el nom La Musicalité. En finalitzar el concurs, conegueren en Marc i en Jaume, els quals es convertiren en els dos darrers membres del grup. L'any 2001, el grup va firmar un contracte discogràfic amb Sony Music i varen llançar al mercat un EP titulat Tonada desde ti amb tres temes.
L'estiu de 2003, decidiren deixar la seva terra, Mallorca, i emigraren a Madrid cercant una sortida per a la seva música. El mes d'octubre el grup segueix realitzant actuacions en directe amb cada cop més èxit. Llavors, el grup es presenta al concurs Artista en ruta i el guanyen. Això els permet tocar per tot el país. En un dels seus concerts a Madrid, Paco Ortega s'interessa pel grup i firmen amb el seu segoell discogràfic, El Pescador de Estrellas, el seu segon contracte discogràfic.
El 25 d'abril va sortir a la venda el seu primer àlbum d'estudi i segon disc titulat Este juego, un disc que conté 12 temes d'estil pop-rock on combinen balades a mig temps amb cançons de tall més rock, sons acústics i veus. Brisa va ser el seu primer èxit en les radiofòrmules més importants.
El 16 d'abril de 2007 va sortir a la venda el seu segon treball titulat Insomnio. Les 16 cançons més votades per la gent foren les elegides per al disc. Amb la gira del disc realitzaren més de 80 concerts a tot el país.
En 2009 varen crear la seva pròpia companyia discogràfica. El novembre d'aquell mateix any es llançà el seu tercer disc, 4 elementos, que es podia comprar al seu web. El productor va ser Dani Alcover, qui havia treballat amb artistes com Dover, La Cabra Mecánica, Pignoise i Amparanoia entre d'altres. 4 elementos fou la cançó de presentació d'aquest disc. Per a la gravació del videoclip, el grup va comptar amb la col·laboració de l'actriu Amaia Salamanca. La cançó que es convertiria posteriorment en la sintonia de la sèrie La pecera de Eva de Telecinco.
El 2010, el grup fitxa per Warner Music Spain. Des del 5 de maig del mateix any, 4 Elementos va sortir a la venda en tendes i realitzaren una versió de la cançó 4 elementos amb la banda El sueño de Morfeo. El 8 de novembre de 2011, el disc va ser reeditat en una edició de coleccionista. Aquesta edició va incloure el seu primer senzill amb El sueño de Morfeo, Mala sangre amb David Summers i Soledad en mí amb Dylan Ferro de Taxi i Diego Martín.
El 19 de juliol del 2012 s'estrenà el senzill del nou disc, Última noche en la Tierra. El videoclip realitzat per Pedro Castro -que també ha dirigit vídeos de Maná, Bon Jovi; Kings of Leon, Alejandro Sanz, etc. -va comptar amb la producció d'Ulula Films (L.A.).
El 9 d'octubre de 2012 va sortir a la venda Significado, el seu quart àlbum, amb un so més rítmic de l'habitual. El disc va ser produït i mesclat una vegada més per Dani Alcover. A principis de 2014 estrenaren Sin palabras, primer senzill del qual seria el seu nou àlbum: Bailando en la oscuridad.
El Juny de 2016 publiquen La Musicalité, el seu setè àlbum, enregistrat en directe i produït per Atresmedia Música.

## Discografia

### Àlbums
- 2001: Tonada desde ti (EP)
- 2005: Este Juego
- 2006: Insomnio
- 2009: 4 Elementos
- 2012: Significado
- 2014: 6
- 2016: La Musicalité

### Senzills
- 2005: Te miro.
- 2005: Brisa.
- 2009: 4 Elementos (amb El Sueño de Morfeo).
- 2012: Última noche en la Tierra.
- 2014: Sin Palabras / Bailando en la oscuridad.